# The Saints Are Coming
The Saints Are Coming è un singolo del 1978 degli Skids estratto dal loro album di debutto, Scared to Dance.
The Saints Are Coming è stata pubblicata come lead track dell'EP Wide Open. La musica è firmata da Stuart Adamson e i testi da Richard Jobson, che nel 2006 ha dichiarato in un'intervista di averli scritti per un amico morto sotto le armi in Irlanda e di essere contento del successo che essa stava avendo.

## Formati

### EP:Wide Open
1. The Saints Are Coming (2:37)
2. Of One Skin (2:28)
3. Night and Day (2:35)
4. Contusion (2:42)

## Formazione
- Richard Jobson - voce, chitarra
- Stuart Adamson - chitarra, cori di sottofondo
- William Simpson - basso, cori
- Thomas Kellichan - batteria
- Chris Jenkins - chitarra
- David Batchelor - tastiere

## Cover degli U2 e dei Green Day
Nel 2006 i gruppi Green Day e U2 si sono uniti per firmare una cover di The Saints Are Coming.
La cover è stata annunciata come un gesto di solidarietà verso le persone colpite dagli effetti dell'uragano Katrina, che ha colpito New Orleans nel 2005. La prima strofa riprende il testo di The House of the Rising Sun, canzone popolare della tradizione folk americana. La cover è stata inserita nella raccolta di successi degli U2 U218 Singles.
La canzone è stata nominata per il Grammy Award alla miglior performance rock di un duo o un gruppo.

### Tracce
7", download digitale, CD
1. The Saints Are Coming
2. The Saints Are Coming (live in New Orleans)

### Formazione

#### Green Day
- Billie Joe Armstrong - voce e chitarra
- Mike Dirnt - basso e voce
- Tré Cool - batteria

#### U2
- Bono - voce
- The Edge - voce, chitarra
- Adam Clayton - basso
- Larry Mullen - batteria

### Classifiche
| Classifica (2006)             | Posizione massima |
| ----------------------------- | ----------------- |
| Australia                     | 1                 |
| Austria                       | 3                 |
| Belgio (Fiandre)              | 2                 |
| Belgio (Vallonia)             | 12                |
| Canada                        | 1                 |
| Danimarca                     | 1                 |
| Europa                        | 1                 |
| Finlandia                     | 8                 |
| Francia                       | 44                |
| Germania                      | 6                 |
| Irlanda                       | 1                 |
| Italia                        | 1                 |
| Norvegia                      | 1                 |
| Nuova Zelanda                 | 4                 |
| Paesi Bassi                   | 1                 |
| Regno Unito                   | 2                 |
| Spagna                        | 1                 |
| Stati Uniti                   | 51                |
| Stati Uniti (alternative)     | 22                |
| Stati Uniti (mainstream rock) | 33                |
| Svezia                        | 4                 |
| Svizzera                      | 1                 |